# Aeropuerto de Lydd

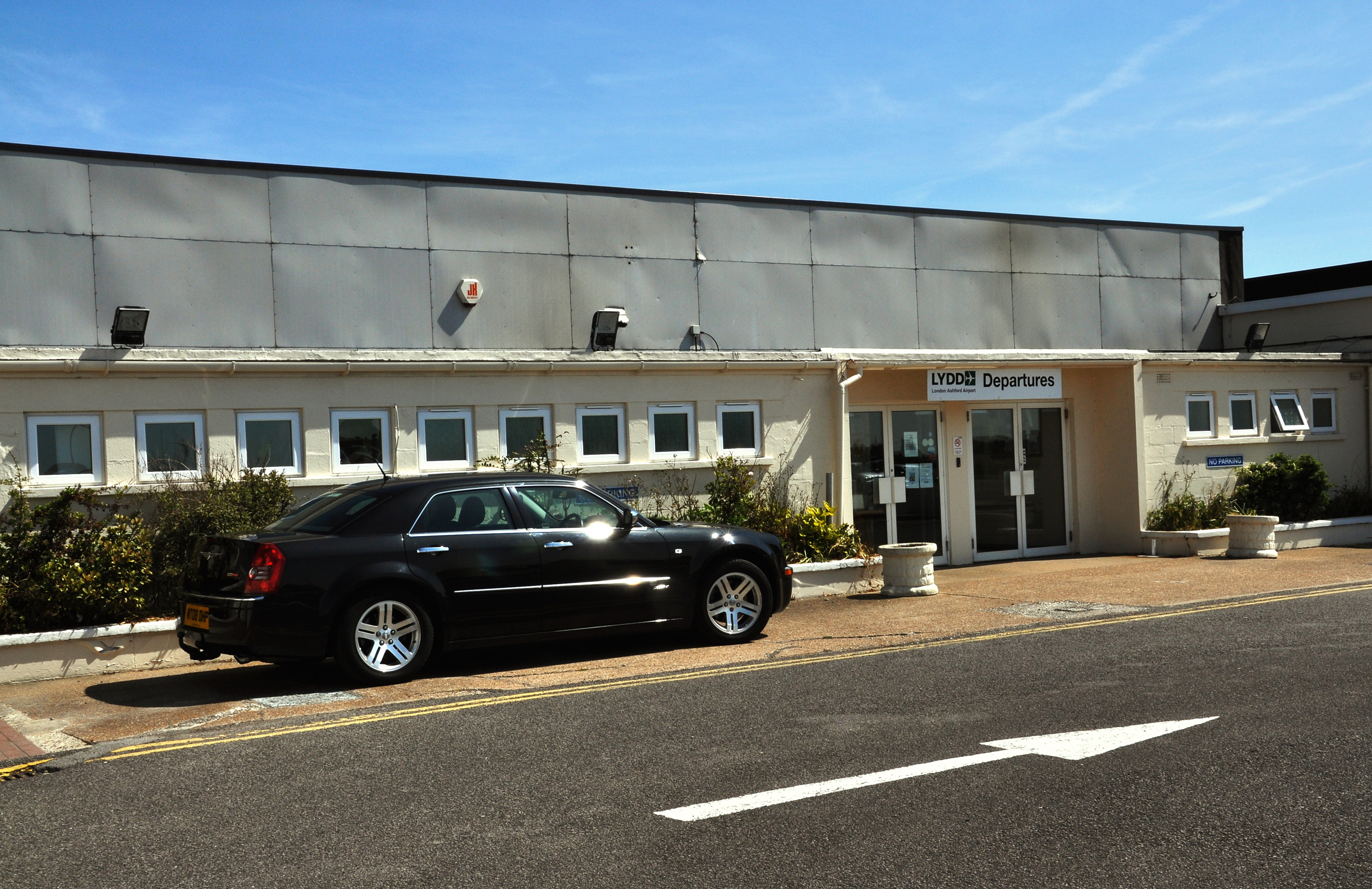
La terminal.

El Aeropuerto de Lydd (IATA: LYX, ICAO: EGMD) está localizado al noreste de la ciudad de Lydd y al sur de Ashford, en el Distrito de Folkestone and Hythe (Kent, Inglaterra). 
El aeropuerto es también conocido como Aeropuerto de Londres Ashford, pese a estar a 117 kilómetros de la gran ciudad. El aeropuerto es operado por London Ashford Airport Ltd., una compañía del emprsario saudí Sheikh Fahad al-Athel.

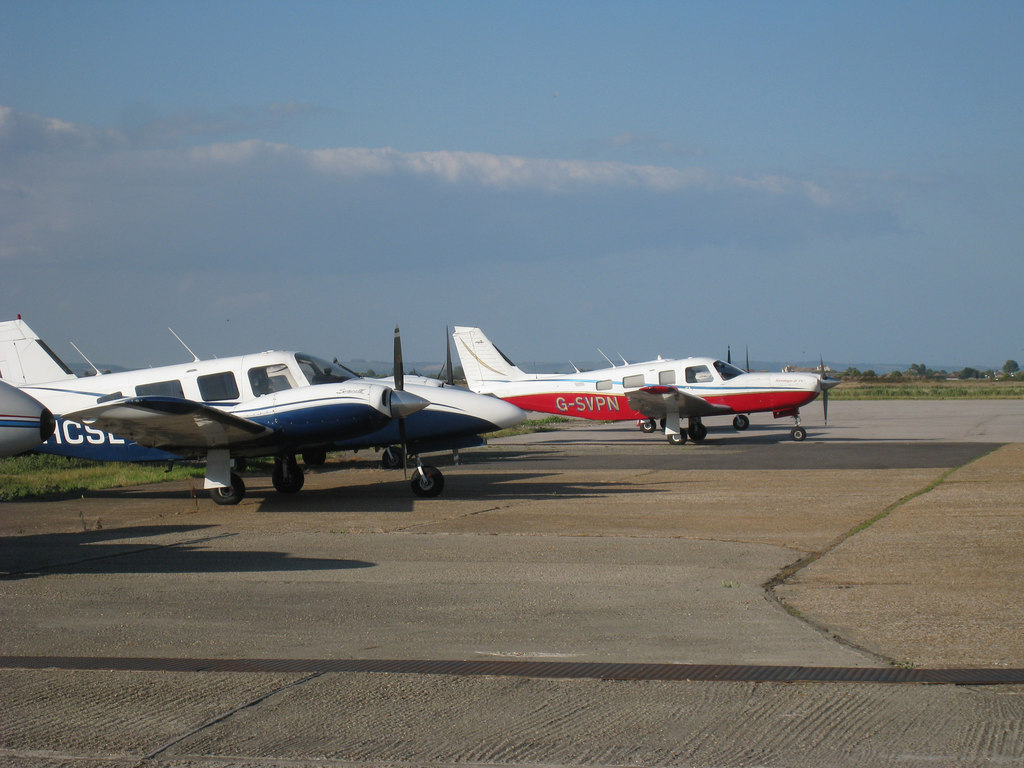
Aeronave en Lydd en 2010

## Estadísticas
Ver fuente y consulta Wikidata.

## Accidentes e incidentes
- El 15 de enero de 1958, un avión de Channel Airways se estrelló al aterrizar en el aeropuerto. Las siete personas a bordo sobrevivieron.
- El 17 de agosto de 1978, un avión de Skyways Cargo Airline sufrió daños en un accidente al despegar.